# Malocampa griffini
Malocampa griffini är en fjärilsart som beskrevs av William Schaus 1939. Malocampa griffini ingår i släktet Malocampa och familjen tandspinnare. Inga underarter finns listade i Catalogue of Life.